# Borsonella bartschi
Borsonella bartschi är en snäckart som först beskrevs av Arnold 1903.  Borsonella bartschi ingår i släktet Borsonella och familjen kägelsnäckor. Inga underarter finns listade i Catalogue of Life.